# Amaurobius tristis
Espèce
Amaurobius tristis est une espèce d'araignées aranéomorphes de la famille des Amaurobiidae.

## Distribution
Cette espèce est endémique d'Érythrée.

## Publication originale
- L. Koch, 1875 : Aegyptische und abyssinische Arachniden gesammelt von Herrn C. Jickeli. Nürnberg, p. 1-96.